# Cripta Imperial de Viena
A Cripta Imperial de Viena ou Cripta dos Capuchinhos (em alemão:  Kaisergruft ou Kapuzinergruft) foi, a partir de 1633, o principal local de enterro dos Habsburgo austríacos, soberanos hereditários do Sacro Império Romano-Germânico e seus descendentes. Localizada nas proximidades do Palácio Imperial de Hofburg, em Viena, sob a Igreja de Nossa Senhora dos Anjos (Kirche zur Heiligen Maria von den Engeln) ou Igreja dos Capuchinhos (Kapuzinerkirche), como é mais conhecida, a cripta tornou-se um dos principais pontos turísticos da capital austríaca.
O complexo abriga 142 corpos de membros da realeza e da aristocracia, além de quatro urnas contendo as cinzas de príncipes submetidos à cremação e outras urnas contendo os corações dos corpos submetidos ao embalsamamento. Ao todo, foram sepultados na cripta 12 imperadores e 18 imperatrizes. A sepultura mais recente data de 12 de janeiro de 2008.

## História
A imperatriz Ana de Tirol, esposa do imperador Matias I, concebeu a ideia da construção de um monastério com uma cripta, nas cercanias do Palácio Imperial de Holfburg, que servisse para os sepultamentos dela e de seu marido; e para este fim deixou uma doação, em testamento datado de 10 de novembro de 1617, falecendo um ano depois.

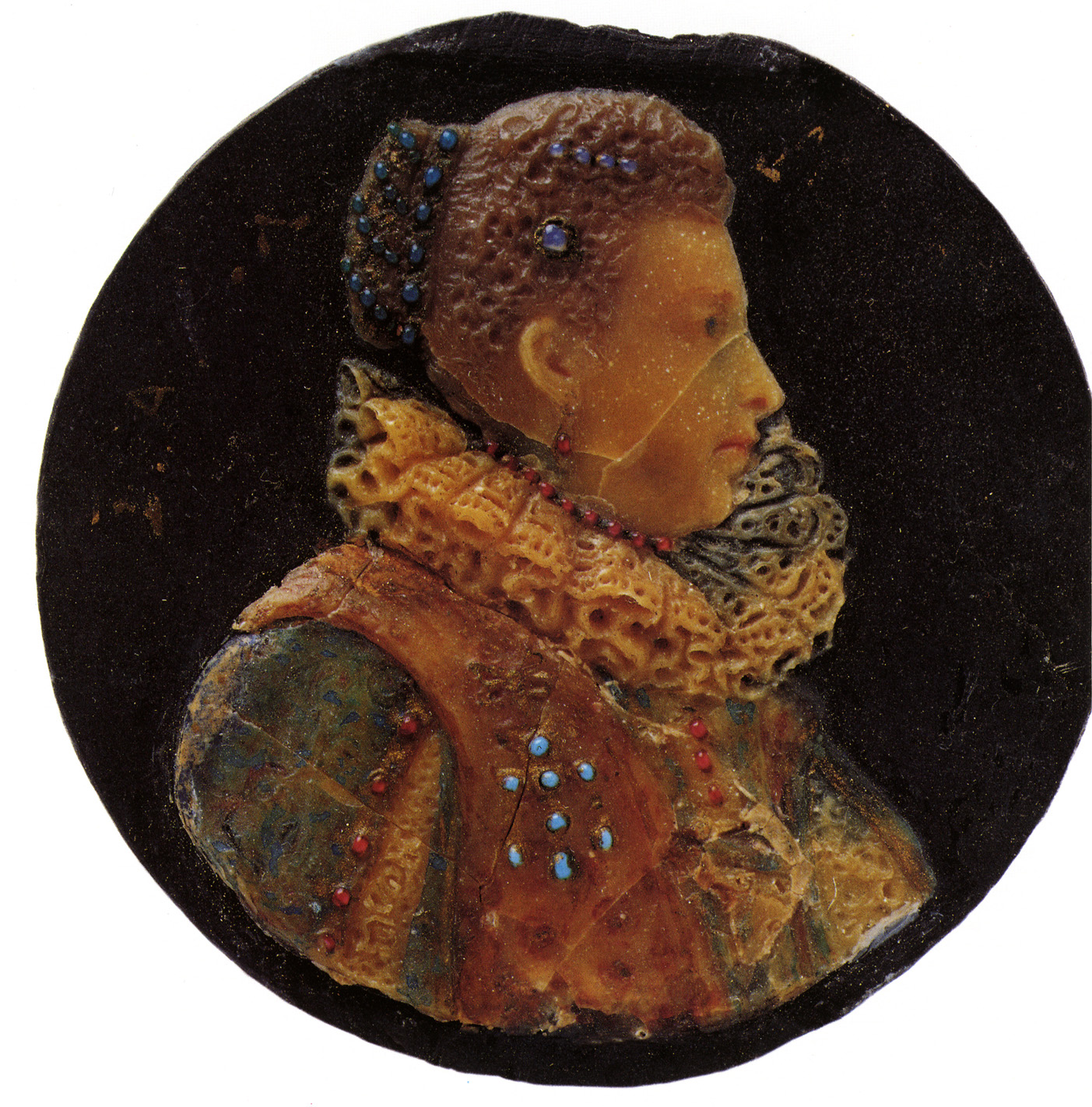
A imperatriz Ana do Tirol, fundadora da Cripta dos Capuchinhos, em uma miniatura de Alessandro Abondio.

A pedra fundamental da construção foi assentada em 8 de setembro de 1622, na presença do imperador Fernando II, mas os eventos da Guerra dos Trinta Anos acabaram por atrasar bastante o andamento das obras e a igreja só foi consagrada em 25 de julho de 1632. Na Páscoa do ano seguinte os sarcófagos com os restos mortais de Matias I e Ana do Tirol foram trasladados com grande pompa para a hoje denominada Cripta dos Fundadores.
O imperador Leopoldo I ampliou a cripta em 1657, na área situada logo abaixo da nave central da igreja e seu filho, José I, fez uma nova ampliação (a ala oeste) em 1710, iniciando a câmara que seu irmão Carlos VI concluiu em1720 e que se estende sob o coro. Foi a primeira vez em que um renomado arquiteto, Lukas von Hildebrand, foi convidado a intervir numa ampliação daquela cripta.
Em 1754 a imperatriz María Teresa continuou ampliando a ala oeste da cripta, mas além dos limites da igreja, com uma cúpula abobadada que permite a entrada de luz natural. Essa ampliação, bem como a imponente cúpula, são obras do arquiteto Jean Jadot de Ville-Issey .
Durante o reinado de Francisco I, o arquiteto Johann Aman executou uma nova ampliação (a ala norte), em 1824.
O monastério que rodeia a igreja encontrava-se em péssimo estado de conservação após 200 anos de serviço e, durante o reinado de Fernando I, em 1840, o edifício (com exceção da igreja) foi demolido e reconstruído. Como parte do projeto, o arquiteto Johann Höhneconstruiu a Cripta Fernandina e a Cripta Toscana nos porões da nova estrutura.
Em 1908, como parte das celebrações pelo 60º aniversário de sua aclamação, o imperador Francisco José I encarregou o arquiteto  Cajo Perisic de construir outra ala e uma capela a leste da de Francisco I e da Cripta Fernandina.
Em 1960 ficou óbvio que a deterioração das tumbas ocorria em virtude da umidade e da falta de ventilação na cripta e as instalações foram aparelhadas para sanar o problema e conservar os sarcófagos para as gerações futuras. O arquiteto Karl Schwanzer construiu a chamada Cripta Nova (ao norte das Criptas Toscana, Fernandina e de Francisco José) com portas metálicas, obra do escultor Rudolf Hoflehner. Esta obra acrescentou, aproximadamente, 20% de espaço à cripta, que foi utilizado para a redistribuição dos sarcófagos nas câmaras.
A pequena câmara original abrigava, junto às tumbas dos fundadores, outra que continha uma dezena de sarcófagos de crianças, chamada Cripta dos Anjos. Essas tumbas foram trasladadas para nichos recém construídos na parede dianteira da Cripta Leopoldina.
Sarcófagos selecionados de várias outras câmaras foram trasladados para a Cripta Nova e agrupados por temas: bispos, antepassados diretos do último imperador e familiares diretos do arquiduque Carlos de Áustria-Teschen, vencedor da Batalha de Aspern-Essling e herói da Áustria. Outras 37 tumbas de menores e de membros secundários da família foram sepultados em nichos criados na Cripta Fernandina. Assim, aproximadamente metade de todos os sarcófagos foram trasladados dos locais originais para áreas melhor situadas e organizadas.
Em 2003 foram feitas adaptações para tornar a cripta acessível aos portadores de necessidades especiais e portas cerradas por séculos foram reabertas para facilitar o deslocamento dos visitantes. Também foi instalado um sistema de ar condicionado para prevenir a deterioração dos sarcófagos.

## Sarcófagos

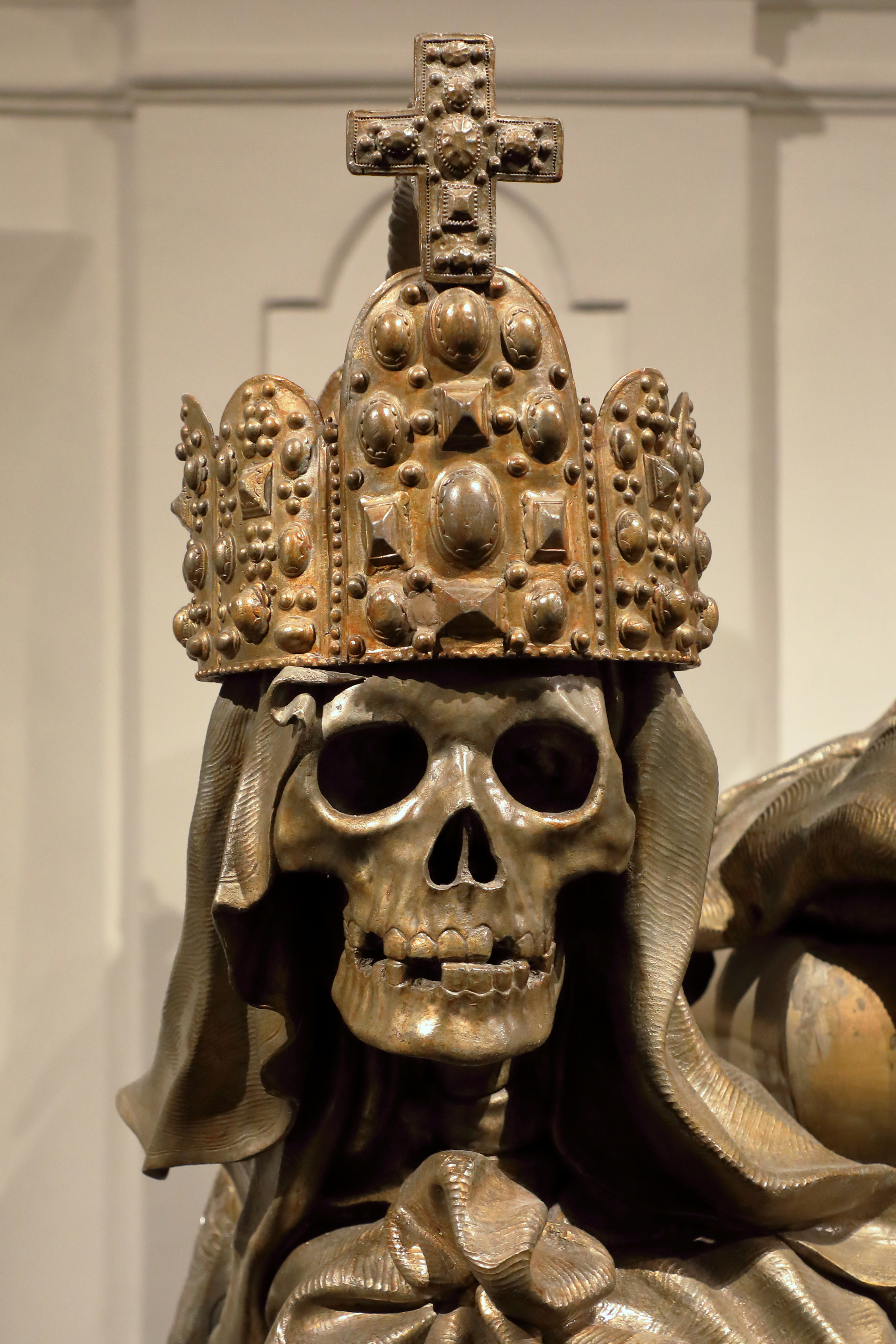
Detalhe do sarcófago do imperador Carlos VI

Os sarcófagos são, no geral, variações dos caixões comuns, com decoração bastante simples.
Até 1700, o material mais comum utilizado na confecção de sarcófagos era uma liga metálica semelhante ao bronze e recoberta por laca. As magníficas tumbas em estilo barroco e rococó são de bronze verdadeiro, um artigo muito mais caro. O imperador reformista José II decretou que as tumbas da Cripta Imperial deveriam ser confeccionadas em cobre, material mais leve e muito mais barato. Nos anos posteriores também se utilizou uma liga de cobre e bronze, além de prata.
Somente um sarcófago foi feito em pedra ao invés de metal: o do imperador Francisco José I.
Várias técnicas de trabalho em metal foram utilizadas para a decoração superficial dos sarcófagos, como escultura, fundição e gravuras em alto e baixo relevo. As tampas eram rebitadas, enquanto os ornamentos e figuras decorativas eram parafusadas.
O escultor responsável pelas tumbas mais elaboradas foi Balthasar Ferdinand Moll.
Para garantir a estabilidade dos sarcófagos maiores eles foram reforçados com ferro e madeira. Este procedimento previne o afundamento da estrutura e o abaulamento das paredes laterais pelo peso da cobertura.
Dentro do sarcófago externo, os corpos se encontram em ataúdes de madeira recobertos por seda. Os caixões, em geral, tem duas fechaduras: uma chave fica em custódia do guarda capuchinho da cripta, enquanto a outra fica guardada na tesouraria do Palácio Imperial de Hofburg.
No interior do ataúde o corpo, geralmente, se encontra sem os órgãos internos, extirpados para o processo de embalsamamento e posterior exibição pública do morto.  Em aproximadamente um terço dos corpos, o coração foi retirado, acondicionado em uma urna de prata e enviado, na maioria dos casos, para a Herzgruft na Augustinerkirche; em alguns casos os intestinos e outros órgãos foram acondicionados em urnas de cobre e depositados na Cripta dos Duques, na Catedral de Santo Estêvão de Viena (Stephansdom).

## Conservação das tumbas
Ao longo dos séculos, a umidade constante, as variações de temperatura e o afluxo de visitantes provocaram uma importante deterioração nos sarcófagos, resultando em rachaduras e buracos causados pela corrosão. As coberturas das paredes laterais foram lascadas, muitos elementos decorativos foram quebrados ou roubados por visitantes, as madeiras absorveram muita umidade e incharam e as pesadas coberturas acabaram entortando algumas cantoneiras.
O primeiro trabalho de restauração foi iniciado em 1852 , mas somente em 1956, quando foi criada a Gesellschaft zur Rettung der Kapuzinergruft (Associação para Salvação da Cripta dos Capuchinhos), é que foi possível informar ao público sobre os problemas de conservação e a necessidade de restauração das tumbas.
Inicialmente era preciso criar um espaço adicional e desumidificar a cripta. A conclusão da Cripta Nova, em 1960, e a transferência de 26 sarcófagos para a Cripta Toscana possibilitou o início dos trabalhos de desumidificação. Também foi montada uma oficina no final da Cripta Toscana onde artesãos experientes puderam trabalhar sobre urnas selecionadas e trasladadas temporariamente para o restauro.

## "Criptas"da Cripta Imperial
As chamadas Criptas (Gruft) da Cripta Imperial são uma série de dez salas subterrâneas conectadas entre si que foram construídas ao longo do tempo para suprir as necessidades de espaço. Nessas câmaras se encontram sepultados a maior parte dos membros do ramo austríaco dos Habsburgo, os imperadores hereditários do Sacro Império Romano-Germânico e suas respectivas famílias desde 1632. Os 103 sarcófagos metálicos e as 5 urnas visíveis tem estilos que variam da simplicidade extrema ao rococó exuberante.

### Cripta dos Fundadores
A Gründergruft é a parte mais antiga da Kaisergruft. Localiza-se abaixo da Capela do Imperador, na lateral esquerda da nave da igreja. O espaço é baixo, simples e sem janelas e pode ser vista a partir das portas barrocas da Cripta Leopoldina. Nesse local encontram-se os sarcófagos simples do casal de fundadores.
Olhando-se pela porta, da esquerda para a direita:
- Imperador Matias I (1557-1619), terceiro filho do imperador Maximiliano II. Devido a incapacidade mental de seu irmão, foi governador da Áustria desde 1593, rei da Hungria desde 1608 e da Bohemia desde 1611, assumindo o título imperial em 1622. foi responsável pela construção do pavilhão de caça que deu origem ao Palácio de Schönbrunn. Morreu apenas três meses depois de sua esposa, a imperatriz Ana do Tirol. Seu coração está enterrado no Herzgruft (Augustinerkirche).
- Imperatriz Ana do Tirol (1585-1618), filha de Fernando II da Áustria. Deixou determinações testamentárias sobre a construção da Igreja dos Capuchinhos e a Cripta Imperial, reservando parte de seus bens como doação para a concretização do projeto. Seu coração está enterrado no Herzgruft (Augustinerkirche).

### Cripta Leopoldina
A Leopoldsgruft foi construída sob a nave da igreja. Iniciada em 1637 pelo imperador Leopoldo I, 37 anos após o édito de seu pai, Fernando III, onde este havia determinado o local para o sepultamento da família imperial. Levando-se em consideração o fato de Leopoldo ter "contribuído" com suas três esposas, seus 16 filhos e ele próprio para o notável aumento da "população" da cripta, seria inevitável que se construíssem prontamente outras câmaras.

#### Columbário
À esquerda das portas da Cripta dos Fundadores, na grossa parede leste da igreja, em doze nichos construídos nos anos 60, se encontram os sarcófagos de 12 crianças. Os ataúdes estavam anteriormente na Cripta dos Fundadores ou no salão principal desta cripta. Os corpos ocupavam ataúdes bastante simples e foram transferidos para caixões idênticos entre si. Não há marcas ou documentação que identifiquem qual criança está em cada caixão, mas sabe-se que são:
Quatro filhos do imperador Fernando III:
- Arquiduque Maximiliano Tomás (1638-1639), filho do imperador com sua primeira esposa, Maria Ana da Espanha.
- Arquiduque Felipe Augusto (1637-1639), filho do imperador com sua primeira esposa, Maria Ana da Espanha.
- Arquiduquesa Teresa Maria (1652-1653), filha do imperador com sua terceira esposa, Leonor de Mântua.
- Arquiduque Fernando José (1657-1658), filho do imperador com sua terceira esposa, Leonor de Mântua. Seus intestinos foram enterrados na Cripta dos Duques, na Catedral de Santo Estêvão.

Sete filhos do imperador Leopoldo I:
- Arquiduque Fernando Venceslau (1667-1668), filho do imperador com sua primeira esposa Margarida Teresa de Habsburgo, infanta de Espanha. Seus intestinos foram enterrados na Cripta dos Duques, na Catedral de Santo Estêvão.
- Arquiduque João Leopoldo (1670), filho do imperador com sua primeira esposa Margarida Teresa de Habsburgo, infanta de Espanha.
- Arquiduquesa Maria Ana (1672), filha do imperador com sua primeira esposa Margarida Teresa de Habsburgo, infanta de Espanha. Seus intestinos foram enterrados na Cripta dos Duques, na Catedral de Santo Estêvão.
- Arquiduquesa Ana Maria Sofia (1674), filha do imperador com sua segunda esposa, Cláudia Felicitas do Tirol. Seus intestinos foram enterrados na Cripta dos Duques, na Catedral de Santo Estêvão.
- Arquiduquesa Maria Josefa (1675-1676), filha do imperador com sua segunda esposa, Cláudia Felicitas do Tirol. Seu coração encontra-se em uma urna de ouro e prata sobre o sarcófago de sua mãe, na Igreja dos Dominicanos.
- Arquiduquesa Cristina (1679), filha do imperador com sua terceira esposa, Leonor Madalena de Neuburgo.
- Arquiduquesa Maria Margarida (1690-1691), filha do imperador com sua terceira esposa, Leonor Madalena de Neuburgo. Seus intestinos foram enterrados na Catedral de Santo Estêvão.

Neto do imperador Fernando III:
- Sem nome (1686), filho da arquiduquesa Maria Ana Josefa e João Guilherme do Palatinado-Neuburgo.

#### Sala principal
Em frente ao Columbário:
- Urna com o coração de Maria Ana de Áustria, Rainha de Portugal (1683-1754), filha do imperador Leopoldo I. Seu corpo foi sepultado no Mosteiro de São João Nepomuceno, em Portugal, e posteriormente no Panteão da Dinastia de Bragança.

Ao longo da parede norte, de leste a oeste:
- Arquiduquesa Maria Josefa (1687-1703), filha do imperador Leopoldo I. Seu coração está enterrado na Herzgruft da Augustinerkirche e seus intestinos foram enterrados na Cripta dos Duques da Catedral de Santo Estêvão.
- Arquiduquesa Maria Ana Josefa (1654-1689), filha do imperador Fernando III, casada com João Guilherme do Palatinado-Neuburgo.  Seus intestinos foram enterrados na Cripta dos Duques, na Catedral de Santo Estêvão.
- Rainha Eleonora Maria da Polônia (1653-1697), filha do imperador Fernando III, casada em primeiras núpcias com Michael Korybut Wiśniowiecki, rei da Polônia e, em segundas núpcias com Carlos V da Lorena.
- Imperatriz Leonor de Mântua (1630-1686), terceira esposa de Fernando III. Fundadora da Ordem da Cruz Estrelada (Sternkreuzorden). Seu coração está enterrado na Herzgruft daAugustinerkirche e seus intestinos foram enterrados na Cripta dos Duques da Catedral de Santo Estêvão.
- Imperatriz Margarida Teresa de Habsburgo (1651-1673), filha de Felipe IV de Espanha e de Maria Ana de Áustria, Rainha de Espanha. Sobrinha e primeira esposa de Leopoldo I, com a idade de 15 anos. Seu coração está enterrado na Herzgruft daAugustinerkirche e seus intestinos foram enterrados na Cripta dos Duques da Catedral de Santo Estêvão.
- Imperatriz Maria Leopoldina de Habsburgo (1632-1649), segunda esposa de Fernando III. Casada aos 16 anos de idade, faleceu no ano seguinte, durante o parto do arquiduque Carlos José de Habsburgo.
- Imperatriz Maria Ana da Áustria (1606-1646), filha de Filipe III de Espanha e de Margarida da Áustria. Primeira esposa de Fernando III.
- Arquiduquesa Maria Amália (1724-1730), filha do imperador Carlos VI e de Isabel Cristina de Brunswick. Seus intestinos foram enterrados na Cripta dos Duques da Catedral de Santo Estêvão.
- Urna com o coração da imperatriz Cláudia Felicitas (1653-1676), segunda esposa de Leopoldo I. Foi sepultada, a seu pedido, vestindo hábito de monja dominicana, ao lado de sua mãe, na Igreja dos Dominicanos de Viena. Seus intestinos foram enterrados na Cripta dos Duques da Catedral de Santo Estêvão.

Ao longo da parede sul, de leste a oeste:
- Arquiduquesa Maria Teresa (1684-1696), filha do imperador Leopoldo I e de Leonor Madalena de Neuburgo. Seu coração está enterrado na Herzgruft da Augustinerkirche e seus intestinos foram enterrados na Cripta dos Duques da Catedral de Santo Estêvão.
- Arquiduque Leopoldo José (1682-1684), filho do imperador Leopoldo I e de Leonor Madalena de Neuburgo.

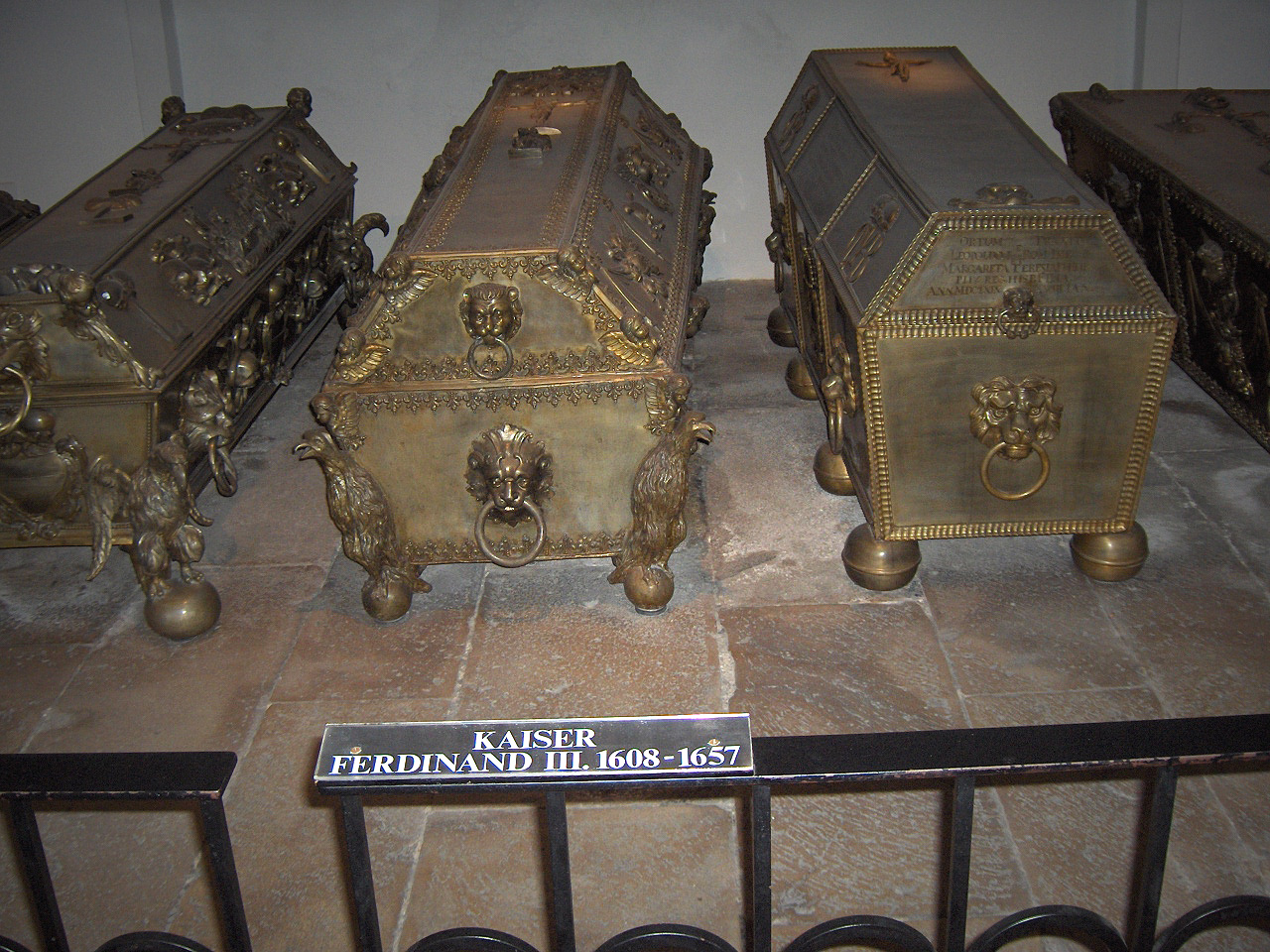
O simples sarcófago do imperador Fernando III

- Imperador Fernando III (1608-1657), filho do imperador Fernando II e de sua primeira esposa, Maria Ana da Baviera. Nove de seus filhos estão enterrados na cripta. Seus intestinos foram enterrados na Cripta dos Duques da Catedral de Santo Estêvão.
- Arquiduquesa Maria Antonia da Áustria (1669-1662), filha do imperador Leopoldo I e da imperatriz Margarida Teresa de Espanha, casou-se com o Eleitor da Baviera Maximiliano II Manuel.  Seu coração está enterrado na Herzgruft da Augustinerkirche e seus intestinos foram enterrados na Cripta dos Duques da Catedral de Santo Estêvão.
- Fernando IV da Hungria (1633-1654), filho primogênito de Fernando III e de sua primeira esposa, Maria Ana de Espanha. Foi coroado Rei da Bohemia em 1646, Rei da Hungria em 1647, e eleito Rei dos Romanos em 31 de maio de 1653. Seu coração está enterrado na Herzgruft da Augustinerkirche e seus intestinos foram enterrados na Cripta dos Duques da Catedral de Santo Estêvão. Com ele se iniciou a tradição de se enterrar diferentes partes do corpo em três igrejas diferentes de Viena.
- Arquiduque Leopoldo João (1716-1716), filho do imperador Carlos VI. Sua morte desencadeou mais tarde a Guerra de Sucessão Austríaca, porque seu pai não teve nenhum outro filho do sexo masculino. Seus intestinos foram enterrados na Cripta dos Duques da Catedral de Santo Estêvão.
- Arquiduquesa Maria Madalena (1689-1743), filha do imperador Leopoldo I e de Leonor Madalena de Neuburgo.
- Imperatriz Leonor Madalena de Neuburgo (1655-1720), terceira esposa do imperador Leopoldo I e mãe dos imperadores José I e Carlos VI.

### Cripta Carolina
A primeira parte da Karlsgruft foi construída em 1710 pelo imperador José I. Em 1720 foi ampliada pelo arquiteto Lukas von Hildebrandt por ordem do imperador Carlos VI e abriga 8 sarcófagos:
Ao longo da parede sul, da esquerda para a direita:
- Imperador Leopoldo I (1640-1705), segundo filho do imperador Fernando III e sua primeira esposa, Maria Ana de Espanha, pai dos imperadores José I e Carlos VI. Repeliu as tentativas otomanas de conquistar a Europa durante o Segundo Cêrco de Viena. Construiu a Sala Leopoldina do Palácio Imperial de Hofburg, utilizado hoje em dia como gabinete do presidente da Áustria. Morreu aos 65 anos de idade, após um reinado de 48 anos. Suas três esposas e 16 de seus filhos também estão sepultados nesse local.
- Arquiduquesa Maria Isabel(1680-1741), filha do imperador Leopoldo I e sua terceira esposa, Leonor Madalena de Neuburgo. Solteira, foi governante dos Países Baixos Espanhóis desde 1724 até sua morte, em 1741, aos 69 anos de idade. Inicialmente foi sepultada em Bruxelas, sendo trasladada para essa cripta oito anos depois. Seu coração está enterrado na Herzgruft da Augustinerkirche e seus intestinos foram enterrados na Cripta dos Duques da Catedral de Santo Estêvão.
- Arquiduquesa Maria Ana (1718-1744), filha do imperador Carlos VI e Isabel Cristina de Brunswick e irmã da imperatriz Maria Teresa. Casou-se com Carlos Alexandre de Lorena, irmão de seu cunhado, o imperador Francisco I. Juntos governaram os Países Baixos Espanhóis. Morreu em Bruxelas, aos 24 anos de idade, sendo seu corpo trasladado a Viena por ordens de sua irmã. Seu coração está enterrado na Herzgruft da Augustinerkirche e seus intestinos foram enterrados na Cripta dos Duques da Catedral de Santo Estêvão.

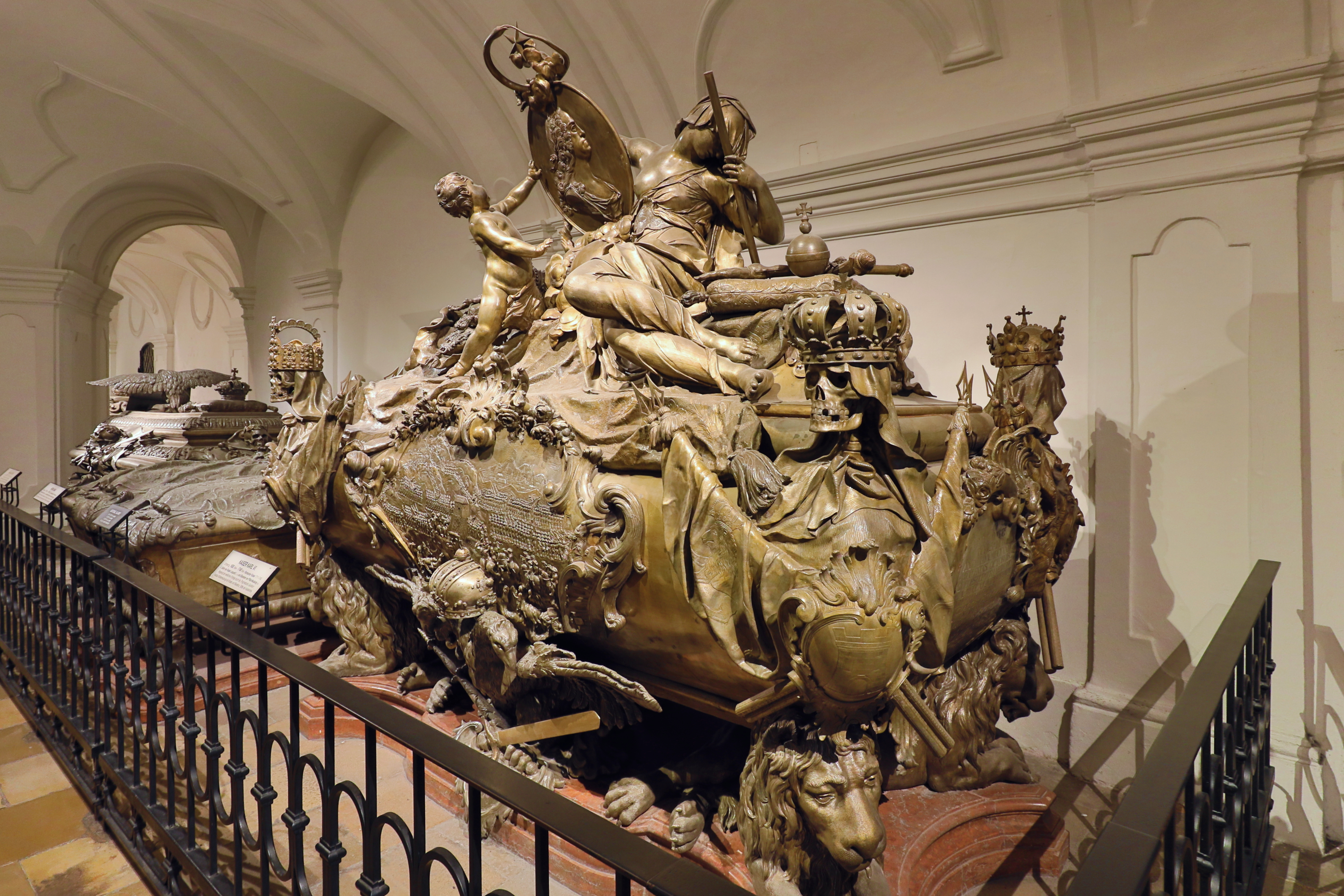
Sarcófago do imperador Carlos VI

- Imperador Carlos VI (1685-1740), o mais jovem filho varão do imperador Leopoldo I e de Leonor Madalena de Neuburgo. Com a morte do rei Carlos II de Espanha sem deixar descendentes, Carlos se converteu em pretendente Habsburgo ao trono espanhol (como Carlos III), contra o pretendente bourbônico Felipe d'Anjou. Carlos foi aclamado rei da Espanha em 12 de fevereiro de 1703, em Viena. O imperador Leopoldo I e seu filho mais velho, José, firmaram os atos de cessão de seus direitos à coroa espanhola em favor do arquiduque. Em 1705, o "rei Carlos III" chegou a Barcelona, iniciando formalmente seu reinado na Espanha e desencadeando abertamente a Guerra de Sucessão Espanhola. Sua permanência na Espanha chegou ao fim em 1711, com a morte repentina de seu irmão, José I, que o obrigou a retornar para Viena para ser coroado como o novo soberano do Sacro Império Romano-Germânico. Esse evento trouxe o fim do conflito sucessório espanhol, com a abdicação de Carlos em favor de Felipe d'Anjou em troca dos Países Baixos Espanhóis, o Ducado de Milão, Nápoles e Sardenha (Tratado de Ultrecht-Rastadt). Transferiu para Viena a Escola Espanhola de Equitação (Spanische Hofreitschule) e construiu o magnífico pavilhão que, ainda hoje, é a sede da instituição. Por não ter herdeiros varões, promulgou a Pragmática Sanção para assegurar a sucessão de sua filha Maria Teresa I (algo que desencadearia, mais tarde, a Guerra de Sucessão Austríaca).  Sob seu reinado a monarquia austríaca alcançou sua máxima expansão. Morreu aos 55 anos de idade, após reinar por 29 anos. Seu coração está enterrado na Herzgruft da Augustinerkirche e seus intestinos foram enterrados na Cripta dos Duques da Catedral de Santo Estêvão. Seu mausoléu é um dos mais elaborados, com uma caveira em cada um dos cantos adornadas com réplicas das coroas de seus principais reinos (Sacro Império Romano-Germânico, Bohemia, Hungria e Áustria).

Ao longo da parede norte, da esquerda para a direita:
- Imperatriz Isabel Cristina de Brunswick (1691-1750), esposa de Carlos VI e mãe da imperatriz Maria Teresa I. Falecida aos 59 anos, seu túmulo é o mais antigo daqueles construídos por Balthasar Ferdinand Moll. Seu coração está enterrado na Herzgruft da Augustinerkirche e seus intestinos foram enterrados na Cripta dos Duques da Catedral de Santo Estêvão.

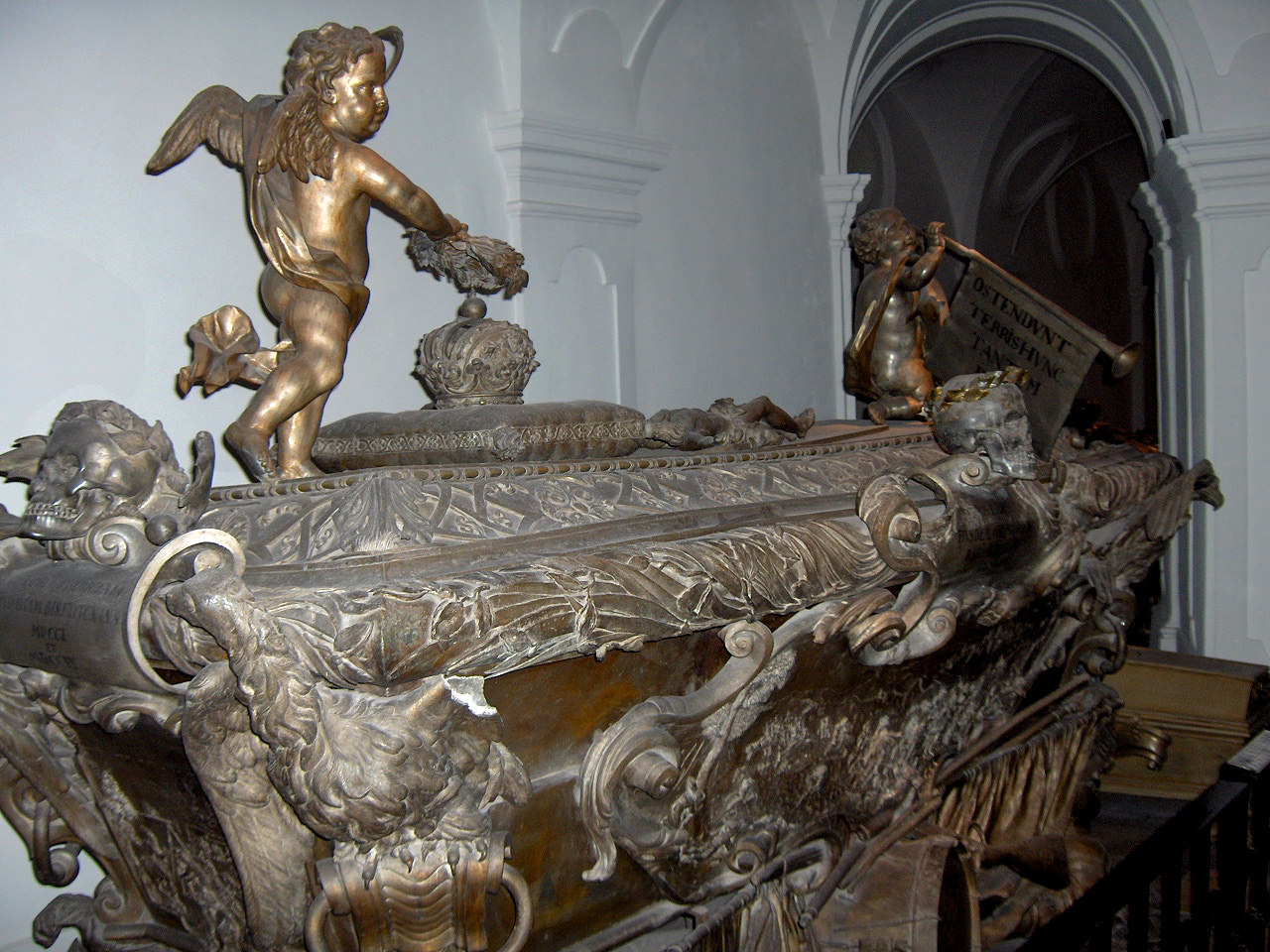
Sarcófago do imperador José I

- Imperador José I (1678-1711), filho de Leopoldo I e Leonor Madalena de Neuburgo. Morreu sem deixar herdeiros, após um reinado de 6 anos, sendo sucedido pelo seu irmão, Carlos VI. Seu coração está enterrado na Herzgruft da Augustinerkirche e seus intestinos foram enterrados na Cripta dos Duques da Catedral de Santo Estêvão.
- Urna com o coração da imperatriz Amália Guilhermina de Brunswick (1673-1742), esposa de José I. Fundou o Convento das Irmãs Salesianas de Viena em 1712, para instrução de moças, e passou a maior parte de seu tempo ali. Falecida aos 69 anos, seu corpo foi sepultado, vestindo um hábito de monja, num simples caixão de pedra sob o altar-mor do convento.
- Arquiduque Leopoldo José (1700-1701), filho de José I e Amália de Brunswick. Seus intestinos foram enterrados na Cripta dos Duques da Catedral de Santo Estêvão.

### Cripta de Maria Teresa
Três câmaras da Cripta Imperial abrigavam 44 corpos e duas urnas contendo corações quando, em 1754, a imperatriz Maria Teresa I iniciou a construção da Maria Theresien Gruft. Esta câmara, que se estende sob o pátio do mosteiro, abriga os túmulos de 16 pessoas:
Arco de Entrada:
- Imperador José II (1741–1790), filho da imperatriz Maria Teresa e do imperador Francisco I.  Chamado o imperador do povo, implantou um programa de reformas para modernização e centralização do Império (inclusive adotando o alemão como língua oficial e obrigatória em todo o território). Representante do Despotismo Esclarecido, governou com o apoio e a influência do chanceler Wenzel Anton Kaunitz-Rietberg. Como parte das reformas, publicou um édito proibindo tanto o embalsamamento de corpos quanto os enterros pomposos. Segundo suas ordens, seu corpo não foi embalsamado e foi depositado num simples caixão de cobre. Suas duas esposas e dois de seus filhos também estão enterrados nessa cripta.

Pequena câmara ao lado da tumba de José II:
- Condessa Karoline von Fuchs Mollard (1681–1754), foi preceptora da imperatriz Maria Teresa I, suas irmãs e seus filhos. As palavras de gratidão gravadas na cobertura de seu sarcófago estão assinadas pela imperatriz Maria Teresa, que ordenou que ela fosse sepultada entre os membros da família imperial (apesar de não possuir sangue real nem ter se casado com nenhum Habsburgo). Faleceu aos 73 anos de idade.

No centro da cripta, da esquerda para a direita:

Sarcófago duplo da imperatriz Maria Teresa e seu marido, o imperador Francisco I, obra de Balthasar Ferdinand Moll

- Imperatriz Maria Teresa I (1717–1780), filha do imperador Carlos VI e Isabel Cristina de Brunswick. Casou-se com Francisco Estevão de Lorena em 1736. Após a morte de seu pai, em (1740), herdou o trono imperial amparada pela Pragmática Sanção. Apesar da maior parte dos estados europeus terem reconhecido a sucessão e a indivisibilidade dos territórios da Casa de Áustria, alguns mudaram de posição com a morte de Carlos VI. Frederico II da Prússia aproveitou a ocasião para atacar a Áustria e anexar a Silésia; Carlos Alberto da Baviera reclamou para si a coroa do Sacro Império Romano-Germânico, sendo eleito em (1742 e desencadeando a Guerra de Sucessão Austríaca. Maria Teresa conseguiu, através do Tratado de Aquisgrão, salvaguardar grande parte de seus territórios e a coroa do Sacro Império Romano-Germânico para seu marido (1745–1765) (ainda que, na prática, tenha sido ela a exercer o poder). Maria Teresa reorganizou seus reinos introduzindo reformas próprias do Despotismo Esclarecido, modernizando o exército, submetendo os poderes locais ao governo central, impulsionando as artes e as ciências e limitando a influência da Igreja Católica. Morávia e Bohemia foram anexadas à Áustria, mas a Hungria manteve sua autonomia, graças às concessões feitas por Maria Teresa em troca do apoio húngaro prestado durante a guerra.
- Imperador Francisco I (1708–1765), filho do duque Leopoldo I de Lorena e Isabel Carlota de Bourbon-Orleães, filha de Filipe I de Orléans. Seu casamento com Maria Teresa deu origem ao ramo Habsburgo-Lorena. Foi Duque de Lorena e Grão-Duque da Toscana. Morreu aos 56 anos de idade depois de haver sido nominalmente imperador durante 25 anos. Seu coração está enterrado na Herzgruft da Augustinerkirche.

O sarcófago duplo da imperatriz Maria Teresa e seu marido (obra de Balthasar Ferdinand Moll) é, artisticamente falando, o mais importante de toda a Cripta Imperial.
Pequena câmara imediatamente ao sul da tumba de José II:
- Arquiduquesa Maria Carolina (17 de setembro de 1748), filha natimorta dos imperadores Maria Teresa e Francisco I.

Ao longo da parede sul, filhos de Maria Teresa e Francisco I. Da esquerda para a direita:
- Arquiduque Carlos José de Habsburgo-Lorena (1745–1761), segundo filho dos imperadores. Seu coração está enterrado na Herzgruft da Augustinerkirche.
- Arquiduquesa Maria Joana de Habsburgo-Lorena (1750–1762), oitava filha dos imperadores. Seu coração está enterrado na Herzgruft da Augustinerkirche.
- Arquiduquesa Maria Josefa de Habsburgo-Lorena (1751–1767), nona filha dos imperadores. Seu coração está enterrado na Herzgruft da Augustinerkirche.

Curva sudoeste:
- Princesa sem nome (1744), filha do príncipe Carlos Alexandre de Lorena e da arquiduquesa Maria Ana, irmã da imperatriz Maria Teresa.

Ao longo da parede oeste, da esquerda para a direita:
- Arquiduquesa Maria Isabel da Áustria (1737–1740), filha de Maria Teresa e Francisco I. Seu coração está enterrado na Herzgruft da Augustinerkirche.
- Imperatriz Maria Josefa da Baviera (1739–1767), segunda esposa do imperador José II. Era filha do imperador Carlos VII e de Maria Amélia da Áustria, filha do imperador José I. Seu corpo não foi embalsamado. Seu marido nutria pouco afeto por ela (a ponto de não assistir ao sepultamento).
- Imperatriz Isabel de Bourbon-Parma (1741–1763), primeira esposa do imperador José II, filha de Felipe I de Parma e de Luísa Isabel de França. Contraiu varíola durante sua segunda gravidez e faleceu cinco dias após o parto, aos 21 anos de idade. Ao contrário da segunda consorte, José II dedicava verdadeira adoração por Isabel. Seu corpo não foi embalsamado.
- Arquiduquesa Cristina (22 de novembro de 1763), segunda filha natimorta de José II e Isabel de Bourbon-Parma. Seu sarcófago encontra-se sob o sarcófago da mãe.
- Arquiduquesa Maria Teresa (1762–1770), filha mais velha de José II e Isabel de Parma.
- Arquiduquesa Maria Carolina (1740–1741), terceira filha de Maria Teresa e Francisco I. Seu coração está enterrado na Herzgruft da Augustinerkirche.

Ao lado da entrada da cripta de Francisco, sobre a parede norte:
- Arquiduquesa Maria Cristina Teresa de Saxe-Teschen (16 de maio de 1767–17 de maio de 1767), única filha do Alberto de Saxe-Teschen e da arquiduquesa Maria Cristina.

### Cripta de Francisco II
Em 1824 as quatro Câmaras da Cripta Imperial abrigavam 78 corpos e duas urnas contendo corações. Nesse ano, o imperador Francisco II ordenou a construção de uma nova câmara octogonal, a Franzensgruft, unindo-a à ala direita da Cripta de Maria Teresa. A câmara, assim com as cinco sepulturas em seu interior, foram construídas ao estilo Biedermeier, em voga na época.
- Imperador Francisco II do Sacro Império Romano-Germânico e I da Áustria (1768–1835), filho mais velho de Leopoldo II e Maria Luísa de Espanha. Último soberano do Sacro Império Romano-Germânico-extinto por Napoleão Bonaparte após a derrota da Terceira Coligação na Batalha de Austerlitz-e o primeiro imperador da Áustria, como Francisco I. Foi um dos principais opositores do Primeiro Império Francês, mas suas numerosas derrotas o obrigaram, inclusive, a concordar com o casamento de sua filha Maria Luísa com Napoleão. Após a derrota francesa e graças à excelente atuação de Klemens Wenzel von Metternich no Congresso de Viena, o imperador pode  recuperar todos os territórios perdidos desde a Revolução Francesa (com exceção da Bélgica, que se uniu à Holanda) e manter Veneza. Morreu aos 67 anos de idade, após reinar por 43 anos. Seu coração foi enterrado na Herzgruft da  Augustinerkirche.

Nos vértices da câmara, no sentido horário, a partir da esquerda:
- Isabel Guilhermina de Württemberg-Mömpelgard (1767–1790), primeira esposa do imperador Francisco II do Sacro Império Romano-Germânico e I da Áustria. Morreu aos 22 anos de idade, um dia após dar à luz a  arquiduquesa Luísa Isabel.
- Imperatriz Maria Teresa de Bourbon-Duas Sicílias (1772–1807), segunda esposa de Francisco II do Sacro Império Romano-Germânico e I da Áustria. Foi mãe da imperatriz Maria Luísa da França (segunda esposa de Napoleão Bonaparte), da imperatriz Maria Leopoldina do Brasil (primeira esposa de Pedro I do Brasil e IV de Portugal) e do imperador Fernando I da Áustria. Morreu aos 34 anos de idade, poucos dias após dar à luz prematuramente a arquiduquesa Amélia Teresa.  Seu coração foi enterrado na Herzgruft da  Augustinerkirche.
- Imperatriz Carolina Augusta da Baviera (1792–1873), quarta esposa de Francisco I. Morreu aos 81 anos de idade.
- Imperatriz Maria Luísa de Áustria-Este (1787–1816), terceira esposa de Francisco I. Seu coração foi enterrado na Herzgruft da  Augustinerkirche.

Até 1940 esta câmara também abrigava o corpo de um neto de Francisco I, o príncipe Francisco José Carlos Bonaparte, duque de Reichstadt, mais conhecido como Napoleão II de França. Nesse ano Adolf Hitler ordenou o traslado do corpo para o Hôtel des Invalides. Seu coração permanece enterrado na Herzgruft da  Augustinerkirche.

### Cripta Fernandina
A Ferdinandsgruft foi construída em 1842 juntamente com a Cripta Toscana, durante a reconstrução do mosteiro. Ainda que o visitante veja um espaço quase vazio, com apenas dois sarcófagos, esta câmara abriga, contudo, a quarta parte do total de corpos da Cripta Imperial, sepultados em colunas.

#### Sala principal

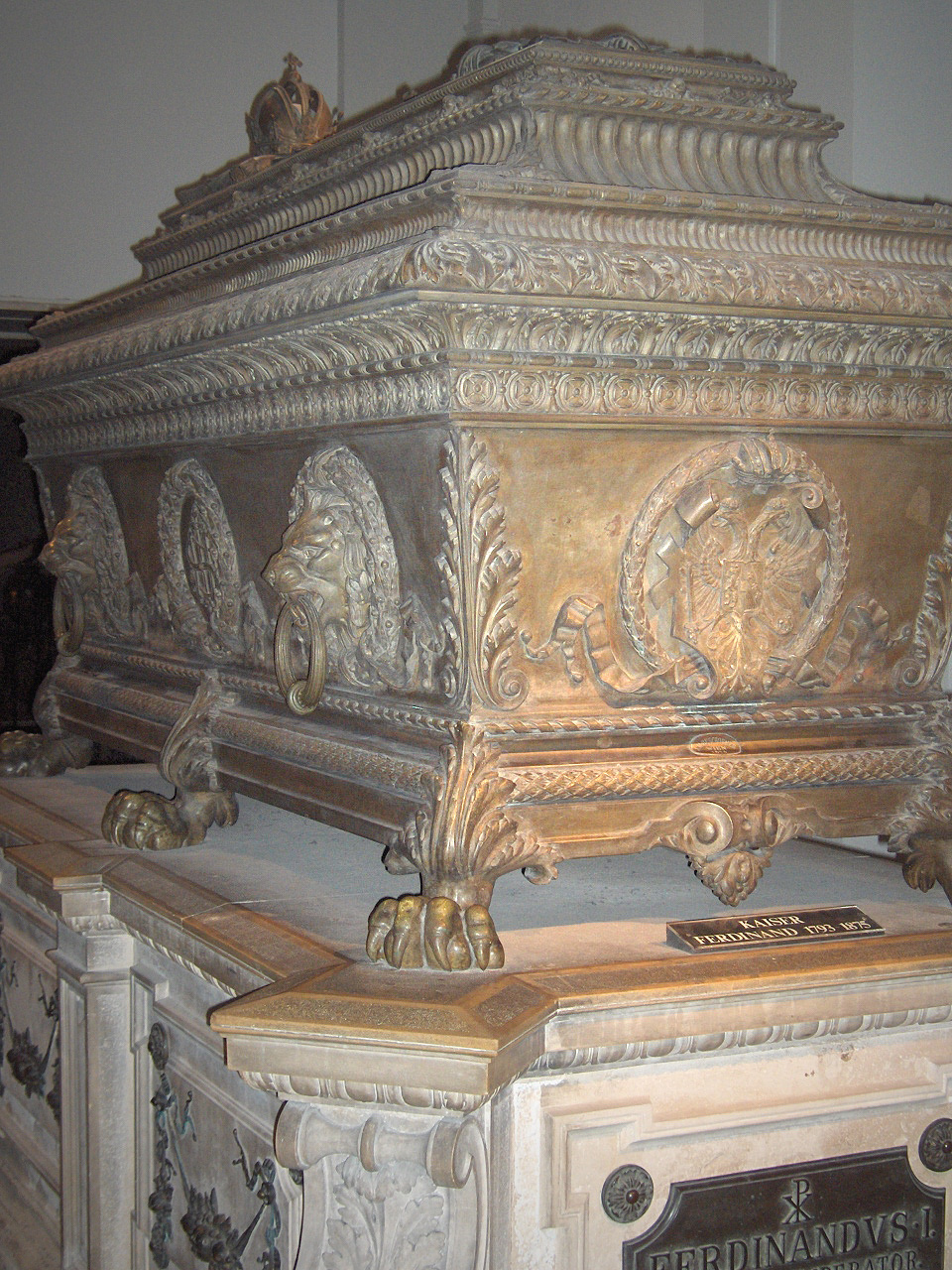
Sarcófago do imperador Fernando I

- Imperador Fernando I da Áustria (1793-1875), segundo soberano da Áustria, filho de Francisco I e sua segunda esposa, Maria Teresa de Bourbon-Duas Sicílias. Devido à sua incapacidade mental o governo foi exercido por um "conselho de regência" secreto, tendo à frente o chanceler Metternich. Temia-se que uma declaração de incapacidade do imperador pudesse ser mais um fator a colocar em risco o absolutismo. No entanto, com a Revolução de 1848 e a consequente queda de Metternich, o imperador foi obrigado a abdicar em favor de seu sobrinho Francisco José. Seu coração foi enterrado na Herzgruft da  Augustinerkirche.
- Imperatriz Maria Ana da Sardenha (1803-1804), filha do rei Vítor Emanuel I da Sardenha e esposa do imperador Fernando I. O casamento não teve descendência.

#### Muro sudoeste
Nove tumbas, sobretudo de jovens:
- Arquiduque Alexandre Leopoldo (1772-1795), quarto filho do imperador Leopoldo II e Maria Luísa da Espanha. Seu coração foi enterrado na Herzgruft da  Augustinerkirche.
- Arquiduquesa Maria Amália (1780-1798), filha do imperador Leopoldo II e Maria Luísa da Espanha. Seu coração foi enterrado na Herzgruft da  Augustinerkirche.
- Arquiduquesa Luísa Isabel (1790-1791), filha do imperador Leopoldo II e Maria Luísa da Espanha. Seu coração foi enterrado na Herzgruft da  Augustinerkirche.
- Arquiduquesa Maria Eleonor de Áustria-Teschen (19 de novembro de 1864-9 de dezembro de 1864), neta do arquiduque Carlos de Áustria-Teschen, herói da Batalha de Aspern-Essling.
- Arquiduque Francisco José de Áustria-Teschen (5 de março de 1855-13 de março de 1855), neto do arquiduque Carlos de Áustria-Teschen.
- Arquiduque José Francisco Leopoldo (1799-1807), segundo filho de Francisco I e Maria Teresa de Bourbon-Duas Sicílias. Seu coração foi enterrado na Herzgruft da  Augustinerkirche.
- Arquiduque Leopoldo (1823-1898), primogênito da princesa Isabel de Sabóia-Carignano (irmã do rei Carlos Alberto da Sardenha) e do arquiduque Rainiero José, filho de  Leopoldo II e Maria Luísa da Espanha, que foi vice rei do Reino Lombardo-Vêneto entre 1818 e 1848.
- Arquiduque João Nepomuceno (1805-1809), quarto filho de Francisco I e Maria Teresa de Bourbon-Duas Sicílias. Seu coração foi enterrado na Herzgruft da  Augustinerkirche.
- Arquiduque Roberto Fernando (1885-1895), último dos 11 filhos de Fernando IV, Grão-duque da Toscana e sua segunda esposa, Alice de Bourbon-Parma.

#### Muro sudeste
- Arquiduquesa Maria Antonia (1858-1883), filha de Fernando IV, Grão-duque da Toscana e sua primeira esposa, Ana Maria da Saxônia (filha do rei João I da Saxónia).
- Arquiduquesa Maria Ana Carolina (1835-1840), filha do arquiduque Francisco Carlos e Sofia da Baviera. Maria Ana foi irmã dos imperadores Francisco José I da Áustria e Maximiliano I do México.
- Arquiduquesa Maria Carolina (1821-1844), filha do arquiduque Rainiero José e Isabel de Sabóia-Carignano.
- Arquiduque Fernando Salvador (1888-1891), filho do arquiduque Carlos Salvador de Áustria-Toscana (filho de Leopoldo II, Grão-duque da Toscana) e Maria Imaculada de Bourbon-Duas Sicílias.
- Arquiduque Rainiero Salvador (1880-1889), filho do arquiduque Carlos Salvador de Áustria-Toscana e Maria Imaculada de Bourbon-Duas Sicílias.
- Arquiduquesa Sofia Frederica (1855-1857), filha do imperador Francisco José I e Isabel da Baviera ("Sissi").
- Arquiduquesa Carolina Fernanda (1793-1802), filha de Fernando III, Grão-duque da Toscana e Luísa de Bourbon-Duas Sicílias. Seu coração foi enterrado na Herzgruft da  Augustinerkirche.

#### Muro noroeste
Oito tumbas com nove corpos:
- Arquiduquesa Natália Maria Teresa (1884-1898), neta do arquiduque Carlos Fernando de Áustria-Teschen.
- Arquiduquesa Estefânía Maria Isabel (1886-1890), quinta filha do arquiduque Frederico de Áustria-Teschen (segundo filho de Carlos Fernando de Áustria-Teschen) e Isabel von Croy-Dülmen .
- Arquiduquesa Maria Ana (1804-1858), filha de Francisco I e Maria Teresa de Bourbon-Duas Sicílias. Seu coração foi enterrado na Herzgruft da  Augustinerkirche.
- Arquiduquesa Maria Carolina (1825-1915), filha do arquiduque Carlos de Áustria-Teschen e esposa do arquiduque Rainiero Fernando (filho de Rainiero José).
- Grã-Duquesa Luísa da Toscana (1773-1802), filha de Maria Carolina e Fernando I das Duas Sicílias. Foi a primeira esposa de Fernando III, Grão-duque da Toscana. Morreu durante o parto, aos 29 anos de idade. Seu coração foi enterrado na Herzgruft da  Augustinerkirche.
- Sem nome (1802), filho da grã-duquesa Luísa da Toscana. Morto durante seu parto dificultoso, está sepultado no mesmo caixão de sua mãe.
- Grã-Duquesa Maria Antonia da Toscana (1814-1898), segunda filha do rei Francisco I das Duas Sicílias e Maria Isabel da Espanha. Foi a segunda esposa de Leopoldo II, Grão-duque da Toscana.
- Grã-Duquesa Maria Ana da Toscana (1796-1865), segunda esposa de Fernando III, Grão-duque da Toscana. Seu coração foi enterrado na Herzgruft da  Augustinerkirche.
- Arquiduquesa Carolina Luísa Leopoldina (1795-1799), quarta filha do imperador Francisco II e sua segunda esposa, Maria Teresa de Bourbon-Duas Sicílias. Seu coração foi enterrado na Herzgruft da  Augustinerkirche.

#### Muro nordeste
Treze tumbas, principalmente de membros da Casa da Toscana:
- Arquiduque Alberto Salvador (1871-1896), filho do arquiduque Carlos Salvador de Áustria-Toscana e Maria Imaculada de Bourbon-Duas Sicílias.
- Arquiduquesa Maria Imaculada de Bourbon-Duas Sicílias (1844-1899), esposa do arquiduque Carlos Salvador de Áustria-Toscana.
- Arquiduque Carlos Salvador de Áustria-Toscana (1839-1892), filho de Leopoldo II, Grão-duque da Toscana e Maria Antonia de Bourbon-Duas Sicílias. Casou-se com Maria Imaculada de Bourbon-Duas Sicílias. Entre seus filhos está o arquiduque Francisco Salvador de Áustria-Toscana, que se casou com a arquiduquesa Maria Valéria da Áustria, filha do imperador Francisco José I.
- Urna contendo as cinzas de Leopoldo Maria Afonso (1897-1958), segundo filho do arquiduque Leopoldo Salvador de Áustria-Toscana e Branca de Espanha. Foi a última pessoa a quem seu tio Francisco José I concedeu uma condecoração da Ordem do Tosão de Ouro. Destacou-se como oficial na Batalha de Medeazza, nos arredores de Trieste, durante a Primeira Guerra Mundial. Por via materna, após a morte de seu primo Jaime de Bourbon e Bourbon-Parma (em 1931), tornou-se herdeiro de parte dos carlistas ao trono da Espanha. Como havia renunciado aos seus títulos para contrair um casamento morganático em 1919, abriu mão de seus direitos em favor de seu irmão mais novo, o arquiduque Carlos Pio de Áustria-Toscana. Conhecido após seu casamento morganático como Sr. Leopold Lorena, emigrou para os Estados Unidos em 1927, onde procurou fazer carreira de ator em Hollywood, chegando a atuar em vários papéis secundários. Mudou-se para Willimantic, em Connecticut, onde passou a viver com sua segunda esposa numa pequena casa. Passou o restante de sua vida como trabalhador em uma fábrica e se naturalizou americano em 1953.
- Arquiduquesa Maria Antonia Imaculada (1874-1891), filha do arquiduque Carlos Salvador de Áustria-Toscana e Maria Imaculada de Bourbon-Duas Sicílias.
- Arquiduque Ernesto (1824-1899), filho do arquiduque Rainiero José e Isabel de Sabóia-Carignano.
- Arquiduquesa Aldegunda da Baviera (1823-1914), esposa de Francisco V, Duque de Módena. Era filha do rei Luís I da Baviera.
- Arquiduquesa Maria Carolina Leopoldina (1794-1795), filha do imperador Francisco II e sua segunda esposa, Maria Teresa de Bourbon-Duas Sicílias. Seu coração foi enterrado na Herzgruft da  Augustinerkirche.
- Arquiduquesa Amália Teresa (6 de abril de 1807-9 de abril de 1807), filha do imperador Francisco II e sua segunda esposa, Maria Teresa de Bourbon-Duas Sicílias.
- Arquiduquesa Henriqueta Maria (1884-1886), filha do arquiduque Carlos Salvador de Áustria-Toscana e Maria Imaculada de Bourbon-Duas Sicílias.
- Arquiduque Luís Salvador de Áustria-Toscana (1847-1915), filho de Leopoldo II, Grão-duque da Toscana e Maria Antonia de Bourbon-Duas Sicílias.
- Infanta Maria Teresa de Portugal (1855-1944), filha do rei Miguel I de Portugal e Adelaide de Löwenstein-Wertheim-Rosenberg. Aos 18 anos tornou-se a terceira esposa do arquiduque Carlos Luís, pai do arquiduque Francisco Fernando, herdeiro do trono, cujo assassinato em Sarajevo provocou a declaração de guerra contra a Sérvia, desencadeando a Primeira Guerra Mundial. Durante o conflito trabalhou como enfermeira e acompanhou o último imperador Carlos I em seu exílio na Ilha da Madeira, mas retornou a Viena, onde viveu o restante de seus dias.
- Arquiduque José Fernando de Áustria-Toscana (1872-1942), filho de Fernando IV, Grão-duque da Toscana e de sua segunda esposa, Alice de Bourbon-Parma. Seu interesse por aeronáutica o levou a manter contato com o futuro chefe da Força Aérea Alemã, Hermann Göring que, mais tarde, usou sua influência para liberar o arquiduque do Campo de concentração de Dachau (onde José Fernando ficou preso por 80 dias, em 1938).

### Cripta Toscana
A Toscanagruft foi construída em 1842 juntamente com a Cripta Fernandina. Naquela época havia 85 corpos e duas urnas contendo corações distribuídos entre as cinco câmaras da Cripta.
A Cripta Toscana continha muito mais corpos que os 14 atuais, mas eles foram transferidos para a Cripta Nova durante a reforma de 1960. A câmara recebeu esse nome devido aos descendente de Fernando III, Grão-duque da Toscana, filho de Leopoldo II, Sacro Imperador Romano-Germânico, que também havia sido Grão-duque da Toscana antes de sua eleição para o Sacro Império Romano-Germânico.
No arco da Cripta Fernandina, da esquerda para a direita:
- Duque Alberto de Saxe-Teschen (1738-1822), marido da arquiduquesa Maria Cristina, filho do rei Augusto III da Polônia (eleitor de Saxe) e Maria Josefa da Áustria, filha de José I, Sacro Imperador Romano-Germânico. A Galeria Albertina de Viena está instalada em seu antigo palácio e recebeu esse nome em homenagem ao duque, pois sua coleção de pinturas constitui o principal acervo do museu. Após a morte prematura de sua única filha, o casal adotou o sobrinho de Maria Cristina, o arquiduque Carlos de Áustria-Teschen (cujos pais haviam falecido em 1792), mais tarde herói da Batalha de Aspern-Essling. Seu coração foi enterrado na Herzgruft da  Augustinerkirche.
- Arquiduquesa Maria Cristina ("Mimi") (1742-1798), foi a filha favorita da imperatriz Maria Teresa I. Sua mãe rejeitou todos os casamentos arranjados para ela até a morte de seu pai, para que a arquiduquesa pudesse se casar por amor, não por motivos de estado. Foi a única filha a quem Maria Teresa permitiu tal privilégio. Seu coração foi enterrado na Herzgruft da  Augustinerkirche.
- Imperador Leopoldo II (1747-1792), terceiro filho de Maria Teresa I e Francisco I. Passou a maior parte de sua vida em Florença, como Grão-duque da Toscana, tendo sido nomeado imperador do Sacro Império Romano-Germânico, rei da Hungria e da Bohemia após a morte de seu irmão, José II. Seu coração foi enterrado na Herzgruft da  Augustinerkirche.
- Imperatriz Maria Luísa da Espanha (1745-1792), filha do rei Carlos III de Espanha e Maria Amália da Saxônia. Inicialmente esteve destinada a casar-se com o arquiduque Carlos José, segundo filho da imperatriz Maria Teresa I mas, com a morte deste, a princesa casou-se com a Grão-duque da Toscana e futuro Sacro Imperador Romano-Germânico, Leopoldo. O casamento gerou 16 filhos, entre eles: Francisco I da Áustria, Fernando III, Grão-duque da Toscana e Carlos de Áustria-Teschen. Seu coração foi enterrado na Herzgruft da  Augustinerkirche.

Atrás destes, da esquerda para a direita:
- Arquiduque Fernando Carlos (1754-1806), filho de Maria Teresa I e Francisco I. Foi designado herdeiro do Ducado de Módena e Reggio, mas nunca chegou a reinar, em virtude das Guerras Napoleônicas. Em 1763, Ercole III d'Este, último duque de Módena, firmou um tratado com Maria Teresa I para que o arquiduque Fernando (então com 9 anos de idade) se casasse com sua única filha, Maria Beatriz, tornando-o seu herdeiro. Em 1771 o Reichstag do Sacro Império Romano-Germânico aprovou a investidura de Fernando como herdeiro dos feudos imperiais de Ercole III. Governou a Lombardia e os Países Baixos Espanhóis. Foi o fundador da Casa de Áustria-Este. Seu coração foi enterrado na Herzgruft da  Augustinerkirche.
- Arquiduquesa Maria Beatriz d'Este (1750-1829), filha de Ercole III d'Este, duque de Módena e esposa do arquiduque Fernando Carlos.
- Rainha Maria Carolina das Duas Sicílias (1752-1814), filha de Maria Teresa I e Francisco I. Casou-se com o rei Fernando I das Duas Sicílias, com quem teve 17 filhos. Seu coração foi enterrado na Herzgruft da  Augustinerkirche.

À direita do arco, ao longo da parede norte, da esquerda para a direita:
- Grão-Duque Fernando IV de Toscana (1835-1908), filho de Leopoldo II, Grão-duque da Toscana e Maria Antonia de Bourbon-Duas Sicílias. Tornou-se Grão-Duque da Toscana em 1859, com a abdicação de seu pai, mas nunca chegou a reinar, sendo deposto em 1860 (quando a Toscana foi anexada ao Reino de Itália. Foi casado com Ana Maria da Saxônia (1856-1859) e Alice de Bourbon-Parma (1868-1908).
- Grão-Duque Leopoldo II de Toscana (1797-1870), filho de Fernando III, Grão-duque da Toscana e Luísa de Bourbon-Duas Sicílias. Foi o último grão-duque reinante da Toscana, tendo abdicado em favor de seu filho em 1859.
- Arquiduque Rainiero Fernando (1827-1913), filho do arquiduque Rainiero José e da princesa Isabel de Sabóia-Carignano. Foi casado com a arquiduquesa Maria Carolina de Áustria-Teschen, filha do arquiduque Carlos de Áustria-Teschen.

À esquerda do arco, ao longo da parede oeste, da esquerda para a direita:
- Arquiduque Fernando Carlos José de Áustria-Este (1781-1850), filho do arquiduque Fernando Carlos de Áustria-Este e Maria Beatriz d'Este. Comandante militar durante as Guerras Napoleônicas. Seu coração foi enterrado na Herzgruft da  Augustinerkirche.
- Arquiduque António Vitor(1779-1835), oitavo filho de Leopoldo II e Maria Luísa da Espanha. Foi o último grão-mestre da Ordem Teutônica, antes que Napoleão Bonaparte a suprimisse nos territórios dos Habsburgo, em 1809. Seu coração foi enterrado na Herzgruft da  Augustinerkirche.
- Arquiduque Luís José (1784-1864), décimo primeiro filho de Leopoldo II e Maria Luísa da Espanha. Promoveu a industrialização na Áustria, após verificar o êxito inglês nessa área. Foi membro do Conselho de Estado que governou o Império durante o reinado de Fernando I, devido sua incapacidade mental. Seu coração foi enterrado na Herzgruft da  Augustinerkirche.

À frente destes, ao longo da parede leste:
- Duque Francisco V de Módena (1819-1875), filho de Francisco IV de Módena e Maria Beatriz Vitória de Saboia, filha mais velha do rei Vítor Emanuel I da Sardenha e Maria Teresa de Áustria-Este.  Foi o último Duque de Módena antes de sua incorporação ao Reino de Itália, em 1860. Não tendo descendentes, deixou a maior parte de seus bens e títulos ao primo, o arquiduque Francisco Fernando (que chegou a usar o título  de Arquiduque de Áustria-Este). A magnífica coleção de arte desse ramo, hoje extinto, encontra-se atualmente no Kunsthistorisches Museum de Viena.

### Cripta Nova
A Neue Gruft foi construída entre 1960 e 1962 sob o Mosteiro dos Capuchinhos. Com uma área de 280m², essa câmara foi construída com o objetivo de diminuir a superlotação existente nas outras nove câmaras, além de proporcionar um melhor controle climático para proteger os sarcófagos metálicos das ações da umidade e do tempo. Suas espessas paredes evocam a solenidade da morte. Nessa câmara encontram-se 26 sarcófagos:

#### Muro oeste
À esquerda da entrada, ao longo da parede oeste, do sul ao norte ("A parede dos Bispos"):
- Arquiduque Leopoldo Guilherme (1614-1662), filho do imperador Fernando II e Maria Ana da Baviera e irmão do imperador Fernando III. Designado para a vida eclesiástica, foi bispo de Passau (1625), Estrasburgo (1626) e Halberstadt (1628), mas abandonou o cargo para assumir um posto no exército de seu irmão durante a Guerra dos 30 Anos. Combateu com êxito na Turíngia, Saxônia e Eleitorado do Palatinato. Com a derrota para os suecos de Lennart Torstenson na Batalha de Breitenfeld  (1642), abandonou o seu cargo, retornando em 1645 e expulsando os suecos da Francônia. Foi nomeado governador dos Países Baixos Espanhóis em 1648. Entre 1649 e 1650 combateu no interior da França, em 1652 expulsou os franceses e restaurou a autoridade imperial em Flandres, Artois e Hainaut.  Seu coração foi enterrado na Herzgruft da Augustinerkirche e seus intestinos foram enterrados na Cripta dos Duques da Catedral de Santo Estêvão.
- Arquiduque Carlos José (1649-1664), filho do imperador Fernando III e da arquiduquesa Maria Leopoldina (morta durante o parto). Foi bispo de Olomouc e Wrocław e grão mestre da Ordem Teutônica, como herdeiro de seu tio,  Leopoldo Guilherme (de quem herdou também sua coleção de arte). Morreu aos 15 anos de idade. Seus intestinos foram enterrados na Cripta dos Duques da Catedral de Santo Estêvão.
- Arquiduque Carlos José de Lorena (1680-1715), filho da arquiduquesa Eleonora Maria e Carlos V de Lorena e tio do imperador Francisco I. Foi arcebispo de Trier. Inicialmente foi sepultado na Minoritenkirche, mas foi trasladado para a Cripta Imperial no ano seguinte.
- Urna com o coração do Arcebispo Carlos José de Lorena (depositada sobre o seu sarcófago).
- Arquiduque Maximiliano Francisco (1756-1801), filho mais novo dos imperadores Maria Teresa I e Francisco I. Foi bispo de Colônia. Seu coração foi enterrado na Herzgruft da Augustinerkirche.
- Arquiduque Rodolfo José (1788-1831), filho mais novo do imperador Leopoldo II e Maria Luísa da Espanha. Foi eleito arcebispo de Olomouc em 1819 e cardeal no mesmo ano. Em 1803 ou 1804 passou a ter aulas de piano e composição com Ludwig van Beethoven. Os dois se tornaram amigos e Rodolfo chegou a ser patrão de Beethoven. Mantiveram contato estreito até 1824. Beethoven dedicou 14 composições ao cardeal-arquiduque, incluindo Opus 97-7° Trio para violino, violoncelo e piano em mi bemol maior-"Arquiduque" (1811) e sua famosa Opus 123-Missa em Ré Maior-"Missa solemnis" (1818). Rodolfo também dedicou uma de suas próprias composições a Beethoven. As cartas trocadas entre os dois encontram-se naGesellchaft der Musikfreunde de Viena. Morreu em Baden e seu coração foi enterrado na catedral de Olomouc.

#### Muro sul
Ao longo da parede sul:
- Imperatriz Maria Luísa (1791-1847), filha do imperador Francisco II e sua segunda esposa, Maria Teresa de Bourbon-Duas Sicílias. Como segunda esposa de Napoleão Bonaparte foi imperatriz dos franceses até a abdicação deste, em abril de 1814. Com esse evento, Maria Luísa e o seu filho, Napoleão II fugiram para Blois e depois, para Viena. O Tratado de Fontainebleau de 11 de abril de 1814 lhe permitiu conservar seu título imperial e o tratamento de "Sua Majestade Imperial a Imperatriz Maria Luísa", além de lhe outorgar a soberania sobre o Ducado de Parma, Piacenza e Guastalla, tendo seu filho como herdeiro.  Para muitos historiadores, Maria Luísa foi uma governante capaz e inteligente, sendo responsável pela introdução de várias reformas em Parma (onde faleceu, em 1847).
- Uma placa alusiva "às primeiras vítimas da Guerra Mundial de 1914-1918", o arquiduque Francisco Fernando (1863-1914) e sua esposa, a duquesa Sofia de Hohenberg (1868-1914). O casal foi sepultado na cripta do Castelo de Artstetten.

#### Muro norte
Ao longo da parede norte, de oeste a leste, a primeira prateleira está ocupada por familiares do arquiduque Carlos de Áustria-Teschen, herói da Batalha de Aspern:
- Arquiduque Guilherme Francisco Carlos (1827-1894), filho mais novo do arquiduque Carlos de Áustria-Teschen e Henriqueta de Nassau-Weilburg. Foi grão-mestre da Ordem Teutônica.
- Arquiduque Carlos Fernando (1818-1874), iniciou a carreira militar no Regimento de Infantaria nº 57, em Brno. Mais tarde recebeu o comando de uma brigada na Itália e lutou contra os rebeldes de Praga, em 1848. Em 1859 foi designado general na Morávia e na Silésia, retornando a Brno em 1860. Em 1854, casou-se com a viúva de Fernando Carlos de Áustria-Este (1821-1849), a arquiduquesa Isabel Francisca de Áustria-Toscana (1831-1903), com quem teve 6 filhos, entre eles a rainha Maria Cristina da Espanha, segunda esposa de Afonso XII de Espanha.
- Arquiduque Carlos de Áustria-Teschen (1771-1847), terceiro filho do imperador Leopoldo II e Maria Luísa da Espanha. Foi adotado por Alberto de Saxe-Teschen e pela arquiduquesa Maria Cristina. Passou a juventude entre Toscana, Viena e Países Baixos Espanhóis, onde iniciou sua carreira militar nas Guerras Revolucionárias Francesas. Comandou uma brigada na Batalha de Jemappes, e teve destacada atuação em outras ações ao longo de 1793. Foi designado governador Bélgica e participou da Guerra dos Países Baixos. Foi comandante em chefe do exército austríaco e do conselho de guerra contra Napoleão Bonaparte, derrotando o exército francês na Batalha de Aspern-Essling. Apesar de causar grandes baixas aos franceses (cerca de 50 mil homens), a Áustria acabou sendo derrotada na Batalha de Wagram, fazendo com que o arquiduque pusesse todos seus cargos militares à disposição da coroa e se retirasse da vida pública.  Foi designado governador de Mogúncia em 1815 e casou-se no mesmo ano com a princesa Henriqueta de Nassau-Weilburg. Ascendeu ao Ducado de Saxe-Teschen em 1822. Seu coração foi enterrado na Herzgruft da Augustinerkirche.
- Arquiduquesa Henriqueta de Nassau-Weilburg (1797-1829), esposa do arquiduque Carlos de Áustria-Teschen. É a única pessoa de fé protestante enterrada na Cripta (o imperador Francisco I teve que se empenhar pessoalmente junto ao clero para que o sepultamento fosse autorizado).
- Urna com o coração da arquiduquesa Henriqueta de Nassau-Weilburg.
- Arquiduque Rodolfo Francisco (1822-1822), filho do arquiduque Carlos de Áustria-Teschen e da arquiduquesa Henriqueta de Nassau-Weilburg. Seu coração foi enterrado na Herzgruft da Augustinerkirche.

Sobre seu próprio pedestal, imediatamente após o sarcófago da imperatriz Maria Luísa:
- Imperador Maximiliano I do México (1832-1867), filho do arquiduque Francisco Carlos e da princesa Sofia da Baviera, e irmão do imperador Francisco José I. Casou-se em 27 de julho de 1857 com a princesa Carlota Amália da Bélgica, filha do rei Leopoldo I da Bélgica. Foi nomeado por seu irmão vice-rei do Reino Lombardo-Vêneto e passou a residir em Milão até 1859, quando Francisco José o destituiu do cargo, por considerar suas ideias excessivamente liberais em relação à guerra.  Pouco após, a Áustria perdeu seus territórios na Itália e Maximiliano decidiu retirar-se da vida pública em seu Castelo de Miramare, próximo a Trieste. Nesse mesmo ano, Maximiliano foi contactado pela primeira vez pelos conservadores mexicanos, que procuravam um príncipe europeu para ocupar a coroa do Segundo Império Mexicano, com apoio da França e da Igreja Católica. Maximiliano não demonstrou interesse pela proposta e preferiu partir para uma expedição botânica nas florestas tropicais da América do Sul. Quando regressou, em 1863, Napoleão III de França o pressionou a aceitar o trono e o arquiduque finalmente cedeu. Durante seu governo,  Maxilimiliano I procurou promover o desenvolvimento econômico e social do México. Os liberais tentaram de várias formas derrotar as forças do império, tendo à frente o revolucionário Benito Juárez que gozava do apoio dos Estados Unidos na empreitada. Com o tempo, as mudanças no cenário político internacional, começaram a repercutir no México. Os Estados Unidos, finalmente livres da Guerra Civil, passaram colaborar mais ativamente com o republicano Juárez. Napoleão III, enfrentava sérias ameaças na Europa e necessitava do regresso urgente das tropas estacionadas no México. Sem o apoio dos que o colocaram no trono, Maximiliano foi capturado em Querétaro, onde foi fuzilado (na localidade de Cerro de las Campanas, em 19 de junho de 1867, junto com seus generais.

A prateleira seguinte, ao longo da parede norte (da esquerda para a direita), está ocupada principalmente por familiares do arquiduque Alberto, filho de Carlos de Áustria-Teschen e grande comandante militar:
- Arquiduque Alberto Frederico de Áustria-Teschen (1817-1895), primeiro filho varão do arquiduque Carlos de Áustria-Teschen e Henriqueta de Nassau-Weilburg. Foi general na baixa e na alta Áustria e Salzburgo (1845) e lutou na na Revolução de 1848. Entre 1851 e 1860 foi governador da Hungria. Em 1866 derrotou os italianos na Batalha de Custozza. Casou-se com a princesa Hildegarda da Baviera, filha do rei Luís I da Baviera.
- Arquiduquesa Hildegarda da Baviera (1825-1864), esposa do arquiduque Alberto e filha do rei Luís I da Baviera. Seu coração foi enterrado na Herzgruft da Augustinerkirche.
- Arquiduquesa Matilde de Áustria-Teschen (1849-1867), filha do arquiduque Alberto Frederico de Áustria-Teschen e Hildegarda da Baviera.
- Arquiduque Carlos Alberto (1847-1848), filho do arquiduque Alberto Frederico de Áustria-Teschen e Hildegarda da Baviera. Seu coração foi enterrado na Herzgruft da Augustinerkirche.
- Arquiduque Leopoldo Salvador (1863-1931), filho mais velho do arquiduque Carlos Salvador de Áustria-Toscana (filho de Leopoldo II, Grão-duque da Toscana) e Maria Imaculada de Bourbon-Duas Sicílias. Durante sua brilhante carreira militar, reorganizou e modernizou a artilharia austríaca, tornando-se inspetor geral em 1908. Fabricou balões movidos a ar quente e trabalhou no desenvolvimento dos dirigíveis. Ficou rico graças a suas invenções na área de mecânica e de veículos para o exército. Casou-se com a infanta Branca de Espanha em 1889.
- Arquiduque Rainiero Carlos (1895-1930), filho do arquiduque Leopoldo Salvador e Branca de Espanha. Morreu solteiro.
- Arquiduquesa Margarida Carolina de Saxe (1840-1858), primeira esposa (1856) do arquiduque Carlos Luís, irmão do imperador Francisco José I. O casal ainda não havia tido filhos, quando a arquiduquesa contraiu tifo, durante férias em Monza, falecendo aos 18 anos de idade.  Seu coração foi enterrado na Hofkapelle de Innsbruck.

#### Muro leste
Ao longo da parede leste, de norte a sul, corpos dos antepassados diretos dos últimos imperadores:
- Arquiduque Francisco Carlos (1802-1878), filho do imperador Francisco II e Maria Teresa de Bourbon-Duas Sicílias. Casou-se com a princesa Sofia da Baviera, filha de Maximiliano I da Baviera. Foi pai dos imperadores Francisco José I da Áustria e Maximiliano I de México. Seu coração foi enterrado na Herzgruft da Augustinerkirche.
- Sem nome (1840), filho do arquiduque Francisco Carlos e da princesa Sofia da Baviera.
- Arquiduquesa Sofia da Baviera (1805-1872), filha do rei Maximiliano I da Baviera e de Carolina de Baden. Foi esposa do arquiduque Francisco Carlos.
- Arquiduque Carlos Luís (1833-1896), filho do arquiduque Francisco Carlos e da princesa Sofia da Baviera. Foi pai do arquiduque Francisco Fernando (herdeiro do trono após a morte do arquiduque Rodolfo, filho de Francisco José), cujo assassinato em Sarajevo provocou a declaração de guerra do Império Austro-Húngaro contra a Sérvia, desencadeando a Primeira Guerra Mundial.
- Arquiduquesa Maria Anunciata de Bourbon-Duas Sicílias, segunda esposa do arquiduque Carlos Luís (1896).
- Arquiduque Otto (1865-1906), filho do arquiduque Carlos Luís e de sua segunda esposa, a princesa Maria Anunciata de Bourbon-Duas Sicílias. Casou-se com a princesa Maria Josefa da Saxônia, filha do rei Jorge I da Saxônia. Ficou conhecido como "der Schöne de Otto" ("O belo Otto").
- Arquiduquesa Maria Josefa da Saxônia (1867-1944), esposa do arquiduque Otto.

### Cripta de Francisco José
Em 1908 as sete câmaras da Cripta continham cerca de 129 corpos, além de urnas contendo os corações de 3 pessoas. Nesse ano foi construída a chamada Franz Josephs Gruft, adjacente à Capela da Cripta, como parte das comemorações pelo 60º aniversário de aclamação do imperador Francisco José I.
Da esquerda para a direita:

Sarcófago do imperador Francisco José I, ladeado pelos de sua esposa, Isabel da Baviera (Sissi), e de seu filho, arquiduque Rodolfo

- Imperatriz Isabel de Wittelsbach, mais conhecida como "Sissi" (1837-1898) , esposa do imperador Francisco José I. Era filha do duque Maximiliano da Baviera e da princesa Luísa Guilhermina da Baviera. Foi assassinada pelo anarquista italiano Luigi Lucheni, em 10 de Setembro de 1898, em Genebra.
- Imperador Francisco José I (1830-1916), filho do arquiduque Francisco Carlos e da princesa Sofia da Baviera. Subiu ao trono com a abdicação de seu tio, o imperador Fernando I, em virtude das Revoluções de 1848. Seu reinado foi bastante turbulento, com os ecos das revoltas de 1848, a Primeira Guerra Mundial e a propagação dos ideais liberais que varriam a Europa e ameaçavam sua condição de monarca absoluto. Morreu em 1916 antes do término da guerra e da própria desintegração do Império Austro-Húngaro.
- Arquiduque Rodolfo (1858-1889), filho e herdeiro do imperador Francisco José I e da imperatriz Isabel de Wittelsbach. Sua morte gera controvérsias até os dias atuais, com teorias de conspiração e assassinato que tentam derrubar a versão oficial de suicídio por motivos passionais.

### Capela da cripta
A Gruftkapelle foi construída em 1908 e localiza-se adjacente à Cripta de Francisco José. O espaço abriga quatro sarcófagos que correspondem aos últimos membros da família Habsburgo sepultados na Cripta Imperial:
Em direção à parede oeste, da direita para a esquerda:
- Imperatriz Zita de Bourbon-Parma (1892-1989), filha de Roberto I, Duque de Parma e de sua segunda esposa, a infanta de Portugal Maria Antonia de Bragança. Zita foi esposa de Carlos I da Áustria e IV da Hungria (1887-1922), último soberano do Império Austro-Húngaro. Seu coração foi enterrado na cripta da Capela do Loreto, do mosteiro beneditino de Muri.
- Arquiduque Carlos Luís (1918-2007), quinto filho do imperador Carlos I e da imperatriz Zita de Bourbon-Parma. Casou-se em 17 de janeiro de 1950 com a princesa Yolanda de Ligne.
- Busto em memória do beato imperador Carlos I (1887-1922), último soberano do Império Austro-Húngaro. Seu corpo foi sepultado na Igreja de Nossa Senhora do Monte, em Funchal, Ilha da Madeira.
- Arquiduque Otto (1912-2011), filho mais velho e herdeiro de Carlos I e da imperatriz Zita.
- Arquiduquesa Regina (1925-2010), esposa do arquiduque Otto, filha mais nova do príncipe Jorge III de Saxe-Meiningen e da baronesa Klara Maria von Korff. Regina foi inicialmente sepultada no mausoléu do Veste Heldburg, em Hildburghausen. Por ocasião das exéquias de seu marido, seus restos foram trasladados para Viena.

## Nota
- Este artigo foi inicialmente traduzido, total ou parcialmente, do artigo da Wikipédia em castelhano cujo título é «Cripta Imperial de Viena», especificamente desta versão.